# Константин I (король Шотландии)
Константин I (гэльск. Causantín mac Cináeda, Causantín An Finn-Shoichleach, англ. Constantine I, ок. 836 — ок. 876) — король Альбы (Шотландии) с 862, сын короля Кеннета I. Во время правления Константина активность викингов в северной Британии достигла пика, а сам он погиб при отражении одного из набегов. Константин стал родоначальником старшей линии рода Макальпинов, представители которого занимали трон Альбы (Шотландии) попеременно с представителями младшей линии, идущей от младшего брата Константина — Эда (Аэда) Белоногого.

## Биография
Константин был сыном короля Кеннета I и происходил из династии, которая позже получила название Макальпинов. О матери Константина ничего неизвестно. Существует версия, что она была пиктской принцессой (возможно, дочерью Вурада, который был королём пиктов в 839—842 годах), однако никаких документальных доказательств данной гипотезы не существует. Вероятно, Константин был старшим из выживших сыновей Кеннета I, также у него был минимум один брат, Аэд (Эд), и минимум две сестры.
Константин родился около 836 года. Он стал королём после смерти дяди, короля Дональда I, который умер 13 апреля 862 года. В поздних источниках Константин I упоминается с титулом короля Альбы (Шотландии), однако в современных ему «Анналах Ульстера» он назван королём пиктов. Возможно, что этот титул подразумевал претензии Кеннета I и его ближайших преемников на все земли, в которых жили пикты, но существует очень мало свидетельств того, насколько далеко простирались владения короля.
Во время правления Константина активность викингов в северной Британии достигла пика. В 866 году Константину удалось отразить набег норвежского короля Дублина Олава I на Пиктландию. В 870—871 Олав вместе с другим викингом, Иваром Бескостным, вторгся в Британию, где захватил большое количество пленников, включая пиктов. В 870 году викинги, после четырёхмесячной осады, захватили столицу бритского королевства Альт-Клута (Стратклайда) Дамбартон. В 872 году Константин согласно «Анналам Ульстера», подстроил убийство захваченного в плен Олавом короля Альт Клута Артгала, что позволило ему упрочить свою власть. Сам Олав по сообщению «Хроники королей Альбы» был убит во время затяжной войны против Константина около 874 года.
В 875 году викинги из датского королевства Йорк под предводительством короля Хальфдана снова вторглись в Шотландию и разбили пиктов и гэлов в битве при Долларе (в современном Клакманнаншире). Константин выжил в этой битве, однако он был вынужден отступить в высокогорье в Атолле, а восточно-центральная низменность была в течение года оккупирована викингами.
Согласно «Анналам Ульстера», Константин погиб в 876 году при отражении очередного набега датчан на побережье Файфа в месте, описываемом как «inber dub fáta». Другие источники (в частности, «Хроника королей Альбы») относят смерть Константина к 877 году. По исторической традиции Константин был захвачен в плен и позже был замучен в одной из пещер около Крейла.
Константин был похоронен в королевской усыпальнице на острове Айона. Наследовал ему брат Аэд, правивший всего год, после чего наступил период междуцарствия.
Константин был родоначальником старшей линии рода Макальпинов, представители которого занимали трон Альбы (Шотландии) попеременно с представителями младшей линии, идущей от младшего брата Константина — Эда Белоногого. Подобный порядок престолонаследия продолжался до пресечения младшей ветви в конце X века.

## Брак и дети
Имя жены Константина неизвестно. У него был как минимум один сын:
- Дональд II (ум. 900), король Альбы (Шотландии) с 889 года[18].

## Комментарии
1. ↑  Данная гипотеза основана на попытках обосновать завоевание Пиктландии Кеннетом I, поскольку у пиктов наследование велось по женской линии[10].
2. ↑  В землях, которые позже получили название «королевство Альба», действовала система наследования танистри, поэтому после смерти Кеннета I ему наследовал не старший сын, Константин, а брат, Дональд[12].
3. ↑  «Длинное тёмное устье реки», но точное местонахождение битвы не установлено[11].